# Edgard Varèse
Edgar(d) Victor Achille Charles Varèse (Parijs, 22 december 1883 – New York, 6 november 1965) was een Frans-Amerikaans componist. Hij is bekend geworden met een weinig omvangrijk maar buitengewoon vooruitstrevend oeuvre.

## Leven
Varèse is geboren in Parijs. Hij groeide op bij zijn grootouders in de Bourgogne, waar hij vooral een sterke emotionele band opbouwde met zijn grootvader van moeders zijde, Claude Cortot. Aan het eind van de jaren 1880 haalden zijn ouders hem terug in het gezin. In 1893 vertrok de familie naar Turijn. Zijn vader wilde hem wiskunde en werktuigbouwkunde laten studeren, maar Edgard was vooral geïnteresseerd in muziek. Hij studeerde muziektheorie bij Giovanni Bolzoni en ook piano. Hij speelde slagwerk in het operaorkest van het Teatro Regio di Torino.
Varèse ging rond 1900 in Parijs studeren. Aanvankelijk richtte hij zich op wiskunde en werktuigbouwkunde en deze bèta-achtergrond zou zijn componeren later diepgaand beïnvloeden. Ondanks bezwaren van zijn familie ging hij in 1903 compositie studeren, eerst aan de Schola Cantorum de Paris bij Albert Roussel en Vincent d'Indy en later aan het Conservatoire de Paris in de compositieklas van Charles-Marie Widor.
In 1907 verhuisde hij naar Berlijn, alwaar hij Ferruccio Busoni ontmoette. Deze vooruitstrevende componist met vrije ideeën over muziek zou hem diepgaand inspireren. In zijn Berlijnse tijd werden zijn werken vaak gespeeld en verwierf hij zich een grote reputatie. Toch was hij er na een paar jaar niet langer tevreden over en hij vernietigde ze vrijwel allemaal, hoewel ook gezegd wordt dat ten minste een deel van zijn werken per ongeluk bij een brand verloren ging. Hij ging in 1915 op reis naar de VS, waar hij een revolutionair nieuw werk schreef: Amériques. Zelf verklaarde Varèse dat de titel duidelijk dubbel moest worden geïnterpreteerd: behalve zijn nieuwe woonplaats stond Amerika vooral voor een nieuwe wereld. Zijn muziek was vanaf nu atonaal en zeer intuïtief.
In een interview aan de Amerikaanse pers drukte hij zijn zorg uit over de beperkingen die het Europese standaardinstrumentarium met zich meebracht: er was dringend behoefte aan nieuwe instrumenten. In de komende jaren verkende hij de randgebieden van het bestaande instrumentarium om nieuwe klanken en klankcombinaties te verkrijgen. Zo "schafte" hij al gauw de strijkinstrumenten "af": Octandre en Intégrales zijn uitgebreide blazerscomposities. In 1926 verkreeg hij de Amerikaanse nationaliteit. Rond 1930 schreef hij met Ionisation zelfs een werk dat geheel voor slagwerk en sirenes bedoeld is. Dit is de eerste westerse compositie in haar soort. In de jaren dertig begon hij te dromen van elektronisch gegenereerde geluiden: een voorschot daarop nam hij met zijn Ecuatorial voor twee theremins.
Na de Tweede Wereldoorlog bracht hij zijn ideeën over elektronische muziek in de praktijk: Déserts, voltooid in 1954, bevat partijen voor een geluidsband met elektronisch geprepareerde geluiden. Voor de Expo 58 te Brussel componeerde Varèse het Poème électronique, dat in het Philipspaviljoen gedraaid werd. Zijn laatste werk was Nocturnal, uit 1961, met een zware tekst over incest.
Zoveel als Varèse met klankkleur bezig was, des te minder scheen hij zich met de muzikale vorm, harmonie en melodie bezig te houden. Een systeem zoals Arnold Schönbergs dodecafonie heeft hij nooit willen aannemen, en de blijkbare intuïtiviteit waarmee hij zijn werken schreef, staat in schril contrast met de wetenschappelijke namen die ze vaak dragen. 
Riccardo Chailly heeft met het Koninklijk Concertgebouworkest alle orkestwerken van Varèse opgenomen (Decca, 1998), evenals onder anderen Kent Nagano met het Orchestre National de France (Apex, 1992), Christopher Lyndon-Gee met het Pools Nationaal Radio-Symfonieorkest (Naxos, 2008) en Pierre Boulez met het Chicago Symphony Orchestra (DG, 2001-2012).

## Composities

### Vroeg werk
- 1906 – Un grand sommeil noir (tekst: Paul Verlaine) voor stem en piano
- 1908 – Bourgogne, symfonisch gedicht (verloren gegaan door brand)

### Middenperiode
- 1918-1921 – Amériques voor groot orkest (in 1927 bewerkt voor kleiner orkest)
- 1921 – Offrandes voor sopraan en kamerorkest (tekst: twee gedichten van Vicente Huidobro en José Juan Tablada)
- 1922-1923 – Hyperprism voor 9 blazers en slagwerk
- 1923 – Octandre voor 7 blazers en contrabas
- 1924-1925 – Intégrales voor 11 blazers en slagwerk
- 1925-1927 – Arcana voor groot orkest
- 1929-1931 – Ionisation voor 13 slagwerkers
- 1932-1934 – Ecuatorial voor bas (of eenstemmig mannenkoor), koperblazers, orgel, slagwerk en twee theremins (herzien voor twee ondes-Martenot in 1961) (tekst: Popol Vuh door Francisco Ximénez)
- 1936 – Density 21.5 voor fluit solo (geschreven voor de nieuwe fluit van Georges Barrère, gemaakt van platina waarvan de dichtheid 21,5 bedraagt)

### Laat werk en elektronische muziek
- 1947 – Étude pour espace voor sopraan solo, koor, 2 piano's en slagwerk (teksten van Kenneth Patchen, José Juan Tablada en Johannes van het Kruis)
- 1947 – Tuning Up voor orkest (voltooid door Chou Wen-chung in 1998)
- 1949 – Dance for Burgess voor kamerensemble
- 1950-1954 – Déserts voor blazersensemble, slagwerk en geluidsband
- 1955 – La procession de verges voor geluidsband (soundtrack voor Around and About Joan Mirò, geregisseerd door Thomas Bouchard)
- 1957-1958 – Poème électronique voor geluidsband
- 1961 – Nocturnal voor sopraan, mannenkoor en orkest (tekst naar The House of Incest by Anaïs Nin, herzien en voltooid door Chou Wen-chung in 1968)

## Over Edgar Varèse
- (en)  Jonathan W. Bernard, The Music of Edgard Varèse, Yale University Press, New Haven, 1987. ISBN 0-300-03515-2
- (fr)  Marc Bredel, Edgar Varèse, Ed. Mazarine, Paris, 1984. ISBN 2-86374-139-X
- (fr)  Alejo Carpentier, Varèse vivant, Le Nouveau Commerce, Paris, 1980.
- (en)  Paul Griffiths, "Varese, Edgar (Victor Achille Charles)", in: Stanley Sadie (red.) The New Grove Dictionary of Music and Musicians, Oxford University Press, Oxford, dl. 19 p. 529-534.
- (fr)  Hilda Jolivet, Varèse, Ed. Hachette, Vanves, 1974.
- (en)  Malcolm MacDonald, Varèse: Astronomer in Sound, Kahn & Averill, London, 2002. ISBN 1-871-08279-X
- (de)  Felix Meyer, Heidy Zimmermann (red.), Edgard Varèse. Komponist Klangforscher Visionär, Schott, Mainz, 2006, ISBN 3-7957-0455-3
- (de)  Heinz-Klaus Metzger, Rainer Riehn (red.), Edgard Varèse. Rückblick auf die Zukunft (Musik-Konzepte, Band 6), Text + Kritik, München, 1983² ISBN 3-88377-150-3
- (de)  Helga de la Motte-Haber, Die Musik von Edgard Varèse. Studien zu seinen nach 1918 entstandenen Werken, Wolke-Verlag, Hofheim. 1993, ISBN 3-923997-56-6
- (en)  Fernand Ouellette, Edgard Varèse. A Musical Biography, Calder and Boyars. London, 1973. ISBN 0714502081